# Frank Adu Kwame
Frank Kwame Adu (ur. 16 maja 1985 w Kumasi) – ghański piłkarz występujący na pozycji obrońcy w polskim klubie Wigry Suwałki.
7 lutego 2019 podpisał półroczny kontrakt z polskim klubem Wigry Suwałki.